# Rejon Nərimanov
Nərimanov rayonu – jeden z 12 rejonów miasta Baku, położony w południowej części półwyspu Apszerońskiego. Graniczy z rejonami miejskimi: Binəqədi, Nəsimi, Nizami, Sabunçu i Xətai. W 2020 r. rejon zamieszkiwało na stałe 179 800 osób.

## Historia
Rejon Nərimanov w Baku ustanowiono w 1941 r. pod nazwą Keşlə rayonu. W 1957 r. zmieniono nazwę rejonu na Nərimanov na cześć Nərimana Nərimanova – polityka azersko-radzieckiego, powieściopisarza, dramaturga, publicysty.

## Transport
Przez rejon przebiega linia nr 1 i linia nr 2 bakijskiego metra. Na obszarze rejonu leżą stacje Gənclik, Nəriman Nərimanov, Bakmil, Ulduz oraz zajezdnia Nərimanova.